# アレヌイハハ海峡
アレヌイハハ海峡（‘Alenuihāhā Channel）は、アメリカ合衆国ハワイ州のハワイ島とマウイ島との間にある海峡である。マウイ島の西隣にはカホオラウェ島があり、この間はアララケイキ海峡（‘Alalākeiki Channel）と呼ぶ。